# Педулакис, Аргирис
Аргирис Педулакис (греч. Αργύρης Πεδουλάκης, 26 мая 1964, Афины, Греция) — греческий баскетболист и тренер. Выступал за национальную сборную Греции по баскетболу.

## Карьера игрока
Педулакис начал заниматься баскетболом на юношеском уровне в команде «Перистери» в 1977 году. В профессиональном баскетболе дебютировал также за «Перистери» в 1983 году. В 1986 году перешёл в «Панатинаикос», где стал одним из самых заметных игроков своего поколения. В клубе оставался до 1992 года. В 1993 году вернулся в «Перистери», где и закончил игровую карьеру в 1995 году.

## Сборная Греции
Педулакис выступал за сборную Греции по баскетболу на чемпионате мира 1986 года.

## Тренерская карьера
Именно с Педулакисом связаны основные достижения «Перистери» на современном этапе. В сезоне 2000-2001 команда заняла первое место в регулярном чемпионате. В этом же сезоне команда выступала в Евролиге. В сезоне команда заняла второе место после «Фортитудо» (Болонья). В составе итальянского клуба в то время выступали такие игроки как Вранкович, Фучка, Майерс, Базиль. В домашнем матче в Афинах «Перистери» одержал победу со счётом 83-70. В плей-офф команда встретилась с «Таугресом». По сумме двух матчей победил «Таугрес» 2-0 (счёт 79-81, 81-68). По итогам противостояния главный тренер команды-соперника Душко Иванович признал, что «Перистери» серьёзный соперник и хорошая команда. 
В сезоне 2001-2002 клуб вновь попал в Евролигу. «Перистери» на выезде одолел действующего чемпиона «Барселону» со счётом 73-77. За «Барселону» в тот период выступали такие игроки как Бодирога, Ясикявичюс, Наварро Карнишовас, Иконому, Де ла Фуэнте.
Сезон 2002-2003 также стал для команды удачным. В национальном чемпионате команда заняла четвёртое место и встретилась в полу-финале с «Панатинаикосом». В сложнейшей серии команда проиграла со счётом 2-1 (82-85, 71-69, 78-71). В матче за третье место был обыгран «Олимпиакос» (3-1). В 2001 и 2003 годах Педулакис становился лучшим тренером чемпионата Греции. В сезоне 2003-2004 «Перистери» занял в чемпионате седьмое место. В сезоне 2004 года у клуба возникли финансовые проблемы и он заявил, что не сможет выступать в Лиге А1. В период выступлений за «Перистери» Педулакис открыл для европейского первенства таких игроков как Пит Майкл, Алфонсо Форд, Байрон Динкинс, Милан Гурович, Марко Ярич, Адам Вуйцик, Алексей Саврасенко, Андрэ Хатчон и Ларри Стюарт. В то же время он пригласил в Лигу А1 ярких греческих баскетболистов: Костаса Царцариса, Михалиса Пелеканоса, Манолиса Папамакариоса и Алексиса Пападатоса.
В 2005 году с командой «Македоникос» дошёл до финала Еврокубка, даже несмотря на то, что у клуба были серьёзные финансовые проблемы. В октябре 2005 года приступил к обязанностям главного тренера клуба «Панеллиниос». В итоге, из местных игроков и легионеров удалось создать хорошую команду, в итоге клуб занял 5-е место в Лиге при соотношении побед и поражений 14-12, что стало лучшим сезоном для клуба с 1978 года. «Панеллиниос» при этом отказался участвовать в розыгрыше европейских кубков. 
В октябре 2006 года Педулакис из-за разногласий с клубным руководством покинул команду. С 2007 по 2010 годы являлся главным тренером клубов «Ретимнон», ПАОК и АЕК.
Летом 2010 года вернулся в «Перистери». Команда испытывала серьёзные финансовые трудности, у неё был самый маленький бюджет в лиге. Однако тренеру удалось поставить игру команды, в ней были два бомбардира - Скотт и Папаниколау, важным элементом коллектива были Луби, Вркич, Кинг, Петрулас, Циакос, Псаропулос, Мочник. Основным разыгрывающим был 20-летний Вангелис Манцарис. «Перистери» стал седьмым в регулярном чемпионате и был выбит из плей-офф «Панатинаикосом» (2-0, 88-60 и 74-72). Следующий сезон 2011-2012 был ещё сложнее. У команды из-за предыдущих финансовых операций накопились долги. Однако, команда обновилась и дала возможность дебютировать многим молодым игрокам. Так, Папаяннис и Скулидас дебютировали в Лиге А1 в возрасте 15 лет, а лучим бомбардиром стал Гианнопулос.
В июне 2012 года подписал двухлетний контракт с «Панатинаикосом», став первым главным тренером после Обрадовича. С «Панатинаикосом» в 2013 году выиграл Кубок Греции. В это же году выиграл в Финале греческой лиги у чемпиона Евролиги и извечного соперника «Олимпиакоса» со счётом 3-0, даже несмотря на преимущество гостевого матча. 8 марта 2014 года Педулакис покинул клуб, главным образом из-за плохого старта в Топ-16 Евролиги.
27 июля 2014 года Педулакис подписал годичный контракт с УНИКСом. Покинул команду из-за неудовлетворительных результатов. 20 апреля 2016 года подписал контракт с «Панатинаикосом» до конца сезона. Подал в отставку в октябре 2016 года.
11 июня 2018 года в третий раз в карьере стал главным тренером «Перистери».

## Достижения
- Чемпион Греции: 2012/2013
- Обладатель Кубка Греции (2): 2012/2013, 2013/2014